# Lucius Lyon

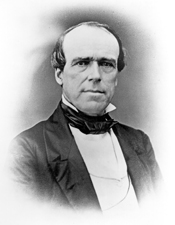
Lucius Lyon

Lucius Lyon, född 26 februari 1800 i Shelburne, Vermont, död 24 september 1851 i Detroit, Michigan, var en amerikansk demokratisk politiker. Han representerade delstaten Michigan i USA:s senat 1837-1839. Han representerade sedan Michigans andra distrikt i USA:s representanthus 1843-1845.
Lyon flyttade 1821 till Michiganterritoriet där han arbetade som lantmätare. Han representerade Michiganterritoriet som icke röstberättigad delegat i USA:s kongress 1833-1835.
Michigan blev 1837 USA:s 26:e delstat och till de två första senatorerna valdes Lyon och John Norvell. Lyons mandatperiod löpte ut i mars 1839 men delstatens lagstiftande församling kunde inte enas om en efterträdare åt honom. Mandatet förblev sedan vakant fram till januari 1840 då Augustus Seymour Porter tillträdde som senator.
Michigan hade bara en ledamot i USA:s representanthus fram till 1843. Tack vare den växande befolkningen valdes två ledamöter i kongressvalet 1842, demokraterna Lyon och Robert McClelland. Whigpartiets Jacob M. Howard hade ensam representerat delstaten 1841-1843.
Lyon bestämde sig för att inte ställa upp för omval i kongressvalet 1844. Han efterträddes 1845 som kongressledamot av John S. Chipman.
Lyon var swedenborgian. Han gravsattes på Elmwood Cemetery i Detroit.